# 大坪乡 (宜宾市)
大坪乡，是中华人民共和国四川省宜宾市南溪区曾经下辖的一个乡。2019年8月，撤销大坪乡，将其所属行政区域划归大观镇管辖。

## 行政区划
大坪乡撤销前下辖以下地区：
木香村、农胜村、锦秀村、石松村、民主村和龙山村。